# Catocala diana
Catocala diana là một loài bướm đêm trong họ Erebidae.